# A csönd évei (album)
A csönd évei Balázs Fecó hatodik nagylemeze. 2000. március 3-án jelent meg hanglemez formátumban. A lemez egyben egy válogatásalbum, ami az elmúlt 15 év nehezen hozzáférhető Balázs Fecó dalokat tartalmazza – újraénekelt és újrahangszerelt formában. A lemez érdekessége, hogy Balázs Fecó 2 dalban duettet énekel Keresztes Ildikóval, 1 dalban pedig Kovács Katival. A gitárszólókat Szekeres Tamás játssza.
A lemez legnagyobb sikerei: A csönd éve; Új név a régi ház falán; Forog a kerék.

## Dalok
- A csönd éve (duett Keresztes Ildikóval)
- Előhang (Ugye nem hiszed el?)
- Útközben a jó
- A többi túl kevés
- A cirkusz megy tovább
- Ha két rossz van, melyik a jobb?
- Király a Holdon
- Az öcsém utolér
- Tolvajok bálja
- Túl az első éjszakán
- Lázálom
- Vissza az úton
- Átok van velünk
- Hétfő esti blues
- Gyertyák a téren
- A csönd éve volt
- Forog a kerék (duett Kovács Katival)
- Évszakok
- Új név a régi ház falán (duett Keresztes Ildikóval)

## Toplista
| Toplista (2000)                        | Helyezés |
| -------------------------------------- | -------- |
| MAHASZ Top 40 album- és válogatáslemez | 17       |